# San Francisco (Cebu)
San Francisco è una municipalità di quarta classe delle Filippine, situata nella Provincia di Cebu, nella Regione del Visayas Centrale.
San Francisco è formata da 15 baranggay:
- Cabunga-an
- Campo
- Consuelo
- Esperanza
- Himensulan
- Montealegre
- Northern Poblacion
- San Isidro
- Santa Cruz
- Santiago
- Sonog
- Southern Poblacion
- Unidos
- Union
- Western Poblacion